# ما حیوانات
ما حیوانات (انگلیسی: We the Animals) یک فیلم درام به گارگردانی جرمایا زِیگار است که در سال ۲۰۱۸ منتشر شد.